# 차로 (멕시코)

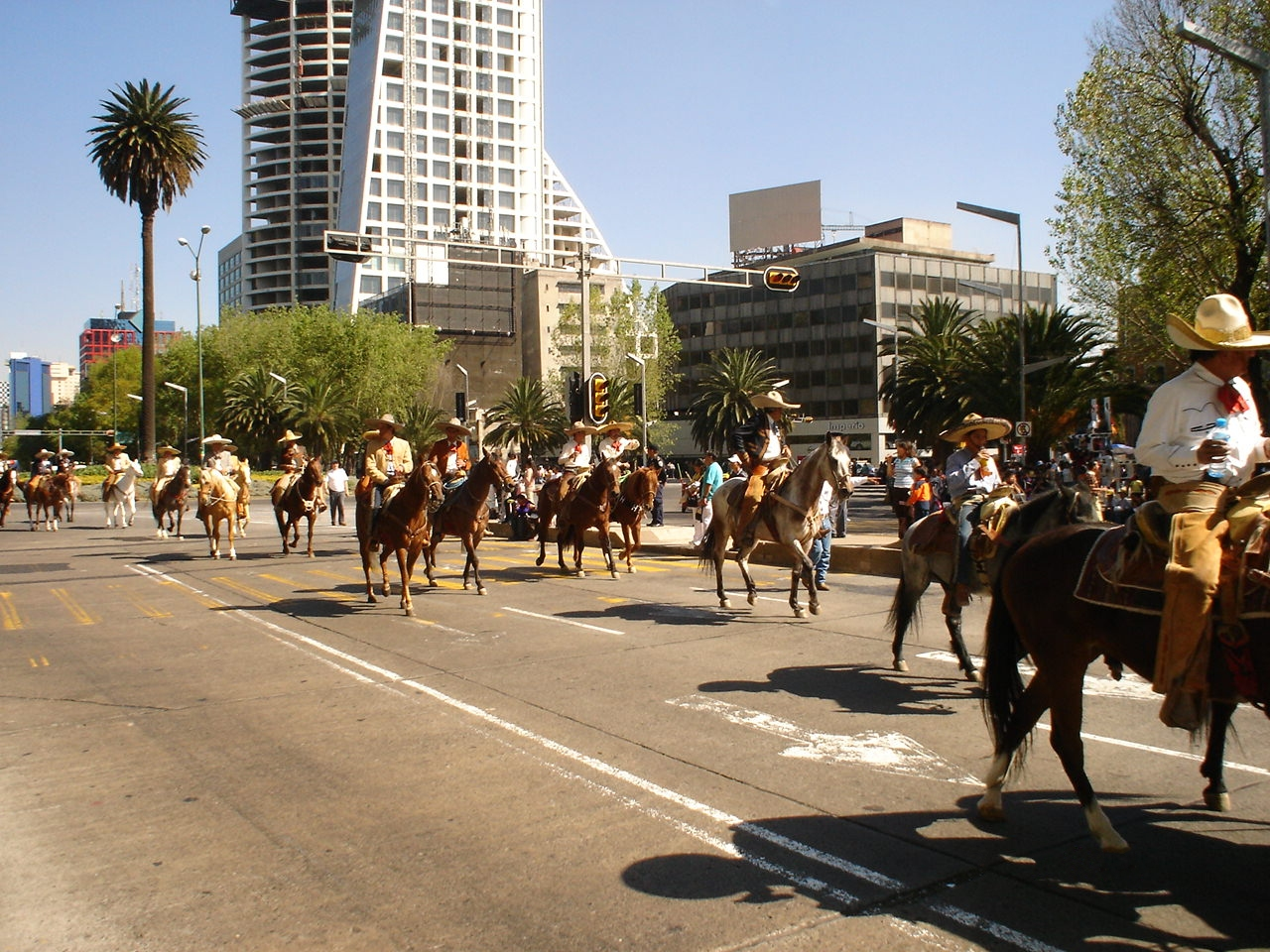
멕시코 시티에서의 차로들의 행렬

차로(Charro)는 원래 멕시코 중서부 지역에서 기원한 멕시코 전통 승마인을 지칭할 때 사용하는 용어이다. 바케로(카우보이)와 란체로(목장주인)는 차로와 유사하나 문화, 예절, 의상, 전통, 사회적 위치 등의 요소에서 차이점이 있다.
전통적인 멕시코 차로는 화려한 의상과 더불어 멕시코의 로데오라 할 수 있는 차레아다의 대표하는 상징으로 유명하다. 차레아다는 현재 멕시코의 국민 스포츠로 각광받고 있으며, 정기적으로 멕시코 연방 차레아다(Federación Mexicana de Charrería)가 개최되고 있다.

## 같이 보기
- 솜브레로